# Brunhuvad nötväcka
Brunhuvad nötväcka (Sitta pusilla) är en amerikansk fågel i familjen nötväckor.

## Utseende och läten
Brunhuvad nötväcka är med en kroppslängd på 10,5 cm en mycket liten nötväcka, med för de flesta arter i familjen typiskt blågrå ovansida och ett brett, svart ögonstreck. Den är mycket lik sin västligare nära släkting ponderosanötväcka med relativt stort huvud och stor näbb, brun hjässa och ljusbeige eller grå undersida. Ponderosanötväckan har dock mörkare och gråare hjässa, mörkare ögonstreck och mer vitt på handpennornas kanter.
Lätet beskrivs i engelsk litteratur som ett ljust, vasst och något nasalt "KEWde", likt en gummianka. Vanligen följs det av mörkare och hårdare, nasala läten: KEW-dodododo teew".
Bahamanötväckan, tidigare behandlad som underart, skiljer sig något i utseende med mörkare ögonstreck, tydligt längre näbb och kortare vingar. Även lätena skiljer sig, där det huvudsakliga lätet är en ljus och snabb drill.

## Utbredning och systematik
Brunhuvad nötväcka förekommer i tallskogar i sydöstra USA. Den behandlas vanligen som monotypisk, det vill säga att den inte delas in i några underarter. Tidigare inkluderades bahamanötväckan (S. insularis), men denna urskiljs vanligen som egen art.

### Släktskap
Genetiska studier visar att brunhuvad nötväcka är närmast släkt med ponderosanötväcka (S. pygmaea). Tillsammans är de systergrupp till ett fåtal mycket små nötväckor, där den likaledes nordamerikanska rödbröstade nötväckan (S. canadensis) ingår, men även ofta mycket lokalt förekommande arter i Gamla världen som korsikansk nötväcka (S. whiteheadi) och kinesisk nötväcka (S. villosa).

## Status och hot
Internationella naturvårdsunionen IUCN behandlar brunhuvad nötväcka som livskraftig trots minskande antal på grund av sitt stora utbredningsområde.